# Test Pattern

Test Pattern est un film américain réalisé par Shatara Michelle Ford, sorti en 2021.

## Synopsis
Une jeune femme noire, victime d'agression sexuelle, est conduite d'hôpital en hôpital par son petit ami blanc afin de trouver un kit de viol. 

## Fiche technique
- Titre : Test Pattern
- Réalisation : Shatara Michelle Ford
- Scénario : Shatara Michelle Ford
- Musique : Robert Ouyang Rusli
- Photographie : Ludovica Isidori
- Montage : Katy Miller et Matt Tassone
- Production : Shatara Michelle Ford, Pin-Chun Liu et Yu-Hao Su
- Société de production :
- Pays :  États-Unis
- Genre : Drame
- Durée : 82 minutes
- Dates de sortie :   
  - États-Unis : 12 février 2021

## Distribution
- Brittany S. Hall : Renesha
- Will Brill : Evan
- Gail Bean : Amber
- Drew Fuller : Mike
- Ben Levin : Chris
- Donna Morrell Gafford : Lucie
- Katy Erin : Lindsey